# Autostrada A17 (Portugalia)
Autostrada A17 (port. Autoestrada A17, Autoestrada do Litoral Centro) – autostrada w środkowej Portugalii.
Autostrada łączy miejscowości Marinha Grande, Leiria, Figueira da Foz i Aveiro. Między Leirią a Aveiro stanowi alternatywę dla głównej autostrady Portugalii .

## Historia budowy
| Odcinek                           | Inauguracja | Długość |
| --------------------------------- | ----------- | ------- |
| Marinha Grande () – Monte Redondo | 03/06/2007  | 20,0 km |
| Monte Redondo – Louriçal          | 03/06/2007  | 12,2 km |
| Louriçal – Mira (norte)           | 17/05/2008  | 59,1 km |
| Mira (norte) – Aveiro ()          | 09/2004     | 25,0 km |